# 大竹嘉重郎
大竹 嘉重郎（おおたけ かじゅうろう）は、日本の海軍軍人。最終階級は海軍大佐。
1917年（大正6年）3月31日、旧制栃木県立栃木中学校卒業。1920年（大正9年）7月16日、海軍兵学校（48期）卒業。1940年（昭和15年）11月15日、香取副長就任。1943年（昭和18年）10月、大村海軍航空隊司令就任、博多海軍航空隊司令を兼務。その後、死去。
| スタブアイコン | サブスタブ | この項目は、まだ閲覧者の調べものの参照としては役立たない、人物に関連した書きかけの項目です。この項目を加筆・訂正などしてくださる協力者を求めています（P:人物伝/PJ:人物伝）。 |